# Piero Castrataro
Piero Castrataro (Jelsi, 27 novembre 1975) è un politico italiano, sindaco di Isernia dal 21 ottobre 2021.

## Biografia
Laureatosi in ingegneria nucleare all'Università degli studi di Pisa e specializzatosi presso la Scuola Superiore Sant'Anna, è stato in seguito attivo nell’ambito delle energie rinnovabili.
È sposato dal 2010 con Elisabetta Franchi, con la quale ha due figli, Federico e Marianna.

## Attività politica
Nel 2012 viene scelto dal neoeletto sindaco di Isernia Ugo De Vivo come assessore tecnico del comune molisano in una giunta di centrosinistra, ma dopo soltanto una settimana la maggioranza dei consiglieri comunali, che apparteneva all'opposizione di centro-destra, si dimette, facendo così cadere la giunta. Nel 2021 decide di candidarsi alle elezioni amministrative come sindaco di Isernia, sostenuto dal Partito Democratico, dal Movimento 5 Stelle, da Volt e da altre due liste. Dopo aver ottenuto al primo turno il 41,66%, dietro al candidato del centro-destra ufficiale (ma senza Fratelli d'Italia di Michele Iorio) Gabriele Melogli, già primo cittadino per dieci anni della città molisana, viene eletto al ballottaggio del 18 ottobre con il 58,71% dei voti.